# Gibelino de Arlés
Gibelino de Sabran (1045-1112), fue arzobispo de Arlés (1080-Palestina, 6 de abril de 1112), Legado Papal (1107), y patriarca de Jerusalén (1108-1112). Gibelino fue nombrado arzobispo de Arlés en el Concilio de Aviñón en 1080, en el que fue depuesto el arzobispo Aicard de Marsella. Fue consagrado por el papa Gregorio VII. Sin embargo, tanto el pueblo como el clero de Arlés preferían a Aicard, un pariente de los Vizcondes de Marsella que había tomado partido por el Emperador del Sacro Imperio Romano Germánico Enrique IV frente al Papa Gregorio VII. Aunque fue apoyado por Bertrand I, conde de Provenza, Gibelino no pudo tomar posesión en su archidiócesis. Cuando se acercaba a la ciudad, las gentes de Arlés le amenazaron, por lo que tuvo que renunciar a su proclamación.
Gibelino esperó muchos años para poder tomar posesión de su cargo. En 1096, cuando el papa Urbano II realizaba una gira por el sur de Francia antes de predicar la Primera Cruzada en el Concilio de Clermont, se negó a visitar Arlés. Después de 1096, Gibelino pudo ir ocupando la archidiócesis en los periodos de ausencia de Aicard, a la vez que dirigía la archidiócesis de Aviñón. Al final en 1098, el papa Urbano II consiguió que los ciudadanos de Arlés revocaran su decisión de rechazar a Gibelino.
El 29 de marzo de 1102 preside, ya como arzobispo de Arlés, la asamblea que ratifica el vínculo del monasterio de San Román de la Aguja a la Abadía de Psalmodia. Del mismo modo, en 1105, el testamento de Raimundo IV de Tolosa ordena a sus herederos restablecer a Gibelino, Arzobispo de Arlés, todo lo que le había sido usurpado en Arlés, Argence, Fourques, Albaron y Fos. Por último, en 1106, el arzobispo de Arlés Gibelino dota a la Abadía de Montmajour de las iglesias de Notre-Dame y San Román, en el valle de Mouriès de un censo anual en septiembre.
A finales de 1107, Gibelino dejó Arlés para ir a Palestina como legado papal de Pascual II. Fue enviado para resolver una disputa sobre el Patriarcado de Jerusalén, por entonces ocupado por Eremaro de Thérouanne, y decidió ocupar él mismo el puesto en 1108.
Murió el 6 de abril de 1112 en Palestina, mientras preparaba el viaje de regreso a Provenza, y fue sucedido por Arnulfo de Chocques, mientras que la archidiócesis de Arlés quedó vacante hasta que en 1115 la ocupó Atton de Bruniquel. Sin embargo, es probable que Aicard, su predecesor excomulgado, ocupará extraoficialmente la archidiócesis de Arlés desde el viaje de Gibelino a Palestina en 1107, hasta su propia muerte en 1113.
| Predecesor: Dagoberto de Pisa | Patriarca de Jerusalén 1107-1112 | Sucesor: Arnulfo de Chocques |

- Datos: Q979451